# Diabrotica occlusa
Diabrotica occlusa es una especie de insecto coleóptero de la familia Chrysomelidae.
Fue descrita científicamente en 1920 por George Charles Champion.